# Edvige del Palatinato-Sulzbach
Maria Edvige Augusta del Palatinato-Sulzbach (Sulzbach, 15 aprile 1650 – Amburgo, 23 novembre 1681) è stata contessa del Palatinato-Sulzbach e, a seguito di matrimonio, dapprima arciduchessa d'Austria-Tirolo e quindi duchessa consorte di Sassonia-Lauenburg.

## Biografia
Edvige era figlia del duca e conte palatino Cristiano Augusto del Palatinato-Sulzbach (1622-1708) e di sua moglie Amalia (1615-1669), figlia del conte Giovanni VII di Nassau-Siegen.
Sposò per procura, il 3 giugno 1665 nella cappella di corte di Sulzbach, l'arciduca Sigismondo Francesco d'Austria-Tirolo (1630-1665), che dopo la morte di suo fratello Ferdinando Carlo  aveva rinunciato al suo stato clericale. Lo sposo, tuttavia non sopravvisse sino alla consumazione delle nozze: s'ammalò gravemente e morì ad Innsbruck, dodici giorni dopo il matrimonio mentre era in cammino per incontrare la sposa in viaggio verso il Tirolo.
In seconde nozze sposò il 9 aprile 1668 a Sulzbach il duca Giulio Francesco di Sassonia-Lauenburg (1641-1689). In quest'occasione il padre fece erigere un monumento commemorativo in pietra nella chiesa parrocchiale di Sulzbach.
Dopo il suo primo matrimonio le era stata accordata una somma annua di 20.000 fiorini, ma il suo secondo marito s'accordò con la corte imperiale di modo che ottenesse invece una somma forfettaria.
È sepolta nel Weißes Schloss ad Schlackenwerth.

## Discendenza
Dal suo matrimonio con Giulio Francesco nacquero tre figlie:
- Anna Maria Teresa (1670–1671);
- Anna Maria Francesca (1672–1741), sposò in prime nozze, nel 1690 il conte palatino Filippo Guglielmo del Palatinato-Neuburg (1668–1693), ed in seconde nozze, nel 1697 il granduca Gian Gastone de' Medici (1671–1737);
- Sibilla Augusta (1675–1733), sposò nel 1690 il margravio Luigi Guglielmo di Baden-Baden (1655-1707).

## Ascendenza
|                                              |                                       |                                                  | Genitori                                     |  |  | Nonni |  |  | Bisnonni                                             |  |  | Trisnonni                                         |  |
|                                              |                                       |                                                  |                                              |  |  |       |  |  | Philipp Ludwig, conte palatino di Neuburg e Sulzbach |  |  | Wolfgang, conte palatino di Zweibrücken e Neuburg |  |
|                                              |                                       |                                                  |                                              |  |  |       |  |  | Philipp Ludwig, conte palatino di Neuburg e Sulzbach |  |  | Wolfgang, conte palatino di Zweibrücken e Neuburg |  |
|                                              |                                       | Anna von Hessen                                  |                                              |  |  |       |  |  | Philipp Ludwig, conte palatino di Neuburg e Sulzbach |  |  |                                                   |  |
| August, conte palatino di Sulzbach           |                                       |                                                  |                                              |  |  |       |  |  | Philipp Ludwig, conte palatino di Neuburg e Sulzbach |  |  |                                                   |  |
|                                              |                                       | Anna von Jülich-Kleve-Berg                       | Wilhelm, duca di Jülich-Kleve-Berg           |  |  |       |  |  |                                                      |  |  |                                                   |  |
|                                              |                                       | Anna von Jülich-Kleve-Berg                       | Wilhelm, duca di Jülich-Kleve-Berg           |  |  |       |  |  |                                                      |  |  |                                                   |  |
|                                              |                                       | Anna von Jülich-Kleve-Berg                       | Maria von Österreich                         |  |  |       |  |  |                                                      |  |  |                                                   |  |
| Christian August, conte palatino di Sulzbach |                                       | Anna von Jülich-Kleve-Berg                       |                                              |  |  |       |  |  |                                                      |  |  |                                                   |  |
|                                              |                                       | Johann Adolf, duca di Schleswig-Holstein-Gottorp | Adolf I, duca di Schleswig-Holstein-Gottorp  |  |  |       |  |  |                                                      |  |  |                                                   |  |
|                                              |                                       | Johann Adolf, duca di Schleswig-Holstein-Gottorp | Adolf I, duca di Schleswig-Holstein-Gottorp  |  |  |       |  |  |                                                      |  |  |                                                   |  |
|                                              |                                       | Johann Adolf, duca di Schleswig-Holstein-Gottorp | Christine von Hessen                         |  |  |       |  |  |                                                      |  |  |                                                   |  |
| Hedwig von Schleswig-Holstein-Gottorf        |                                       | Johann Adolf, duca di Schleswig-Holstein-Gottorp |                                              |  |  |       |  |  |                                                      |  |  |                                                   |  |
|                                              |                                       | Augusta af Danmark                               | Frederik II, re di Danimarca                 |  |  |       |  |  |                                                      |  |  |                                                   |  |
|                                              |                                       | Augusta af Danmark                               | Frederik II, re di Danimarca                 |  |  |       |  |  |                                                      |  |  |                                                   |  |
|                                              |                                       | Augusta af Danmark                               | Sophie von Mecklenburg-Güstrow               |  |  |       |  |  |                                                      |  |  |                                                   |  |
| Hedwig von Pfalz-Sulzbach                    |                                       | Augusta af Danmark                               |                                              |  |  |       |  |  |                                                      |  |  |                                                   |  |
|                                              | Johann VI, conte di Nassau-Dillenburg | Wilhelm I, conte di Nassau-Dillenburg            |                                              |  |  |       |  |  |                                                      |  |  |                                                   |  |
|                                              | Johann VI, conte di Nassau-Dillenburg | Wilhelm I, conte di Nassau-Dillenburg            |                                              |  |  |       |  |  |                                                      |  |  |                                                   |  |
|                                              | Johann VI, conte di Nassau-Dillenburg | Juliana zu Stolberg                              |                                              |  |  |       |  |  |                                                      |  |  |                                                   |  |
| Johann VII, conte di Nassau-Siegen           | Johann VI, conte di Nassau-Dillenburg |                                                  |                                              |  |  |       |  |  |                                                      |  |  |                                                   |  |
|                                              |                                       | Elisabeth von Leuchtenberg                       | Georg III, langravio di Leuchtenberg         |  |  |       |  |  |                                                      |  |  |                                                   |  |
|                                              |                                       | Elisabeth von Leuchtenberg                       | Georg III, langravio di Leuchtenberg         |  |  |       |  |  |                                                      |  |  |                                                   |  |
|                                              |                                       | Elisabeth von Leuchtenberg                       | Barbara von Brandenburg-Ansbach-Kulmbach     |  |  |       |  |  |                                                      |  |  |                                                   |  |
| Amalie von Nassau-Siegen                     |                                       | Elisabeth von Leuchtenberg                       |                                              |  |  |       |  |  |                                                      |  |  |                                                   |  |
|                                              |                                       | Johann, duca di Schleswig-Holstein-Sonderburg    | Christian III, re di Danimarca               |  |  |       |  |  |                                                      |  |  |                                                   |  |
|                                              |                                       | Johann, duca di Schleswig-Holstein-Sonderburg    | Christian III, re di Danimarca               |  |  |       |  |  |                                                      |  |  |                                                   |  |
|                                              |                                       | Johann, duca di Schleswig-Holstein-Sonderburg    | Dorothea von Sachsen-Lauenburg               |  |  |       |  |  |                                                      |  |  |                                                   |  |
| Margarethe von Schleswig-Holstein-Sonderburg |                                       | Johann, duca di Schleswig-Holstein-Sonderburg    |                                              |  |  |       |  |  |                                                      |  |  |                                                   |  |
|                                              |                                       | Elisabeth von Braunschweig-Grubenhagen           | Ernst III, principe di Brunswick-Grubenhagen |  |  |       |  |  |                                                      |  |  |                                                   |  |
|                                              |                                       | Elisabeth von Braunschweig-Grubenhagen           | Ernst III, principe di Brunswick-Grubenhagen |  |  |       |  |  |                                                      |  |  |                                                   |  |
|                                              |                                       | Elisabeth von Braunschweig-Grubenhagen           | Margarethe von Pommern-Wolgast               |  |  |       |  |  |                                                      |  |  |                                                   |  |
|                                              |                                       | Elisabeth von Braunschweig-Grubenhagen           |                                              |  |  |       |  |  |                                                      |  |  |                                                   |  |